# Poughkeepsie
Poughkeepsie is een plaats (city) in de Amerikaanse staat New York, en valt bestuurlijk gezien onder Dutchess County. De oorsprong van de naam Poughkeepsie komt uit de Wappinger taal, U-puku-ipi-sing, wat "Het rietgedekte onderkomen bij de kleine waterplek" betekent, verwijzend naar een beek of kreek die naar de Hudson (rivier) leidde.

## Demografie
Bij de volkstelling in 2000 werd het aantal inwoners vastgesteld op 29.871.
In 2006 is het aantal inwoners door het United States Census Bureau geschat op 30.050, een stijging van 179 (0.6%). Medio 2017 werd het inwonersaantal geschat op 30.267. In 2019 werd de bevolking van de stad geschat op 30.515 mensen. De stad en het dorp Poughkeepsie, die vaak als één stad worden beschouwd, hebben echter een gecombineerde bevolking van 74.751.

## Geboren in Poughkeepsie
- Richard Connell (1893-1949), schrijver en journalist
- Lee Miller (1907-1977), fotografe en fotomodel
- Ed Wood (1924-1978), filmregisseur, filmproducent, filmacteur en (scenario)schrijver
- Bill Duke (26 februari 1943), acteur, regisseur
- Elisa Donovan (3 februari 1971), actrice
- Cory Wong (8 maart 1985), muzikant
- Sara Josephine Baker (15 november 1873), arts in de volksgezondheid

## Verkeer en vervoer

### Buslijnen
De meeste buslijnen in Poughkeepsie worden gereden door Dutchess County Public Transit.

## Geografie
Volgens het United States Census Bureau beslaat de plaats een oppervlakte van
14,7 km², waarvan 13,3 km² land en 1,4 km² water. Poughkeepsie ligt op ongeveer 57 m boven zeeniveau.

## Plaatsen in de nabije omgeving
De onderstaande figuur toont nabijgelegen plaatsen in een straal van 8 km rond Poughkeepsie.